# 費里尼奧冰川
費里尼奧冰川（英語：Ferrigno Glacier），是南極洲的冰川，位於維多利亞地的斯科特海岸，處於蘭帕特嶺北部，流經林奇山和比肖普峰，現時由南極條約體系管理。